# Gösta Brink
Gösta Brink, född 26 juni 1907 i Malmö, död 22 februari 1996 i Trosa, var en svensk militär, silverflygare och svensk mästare i segelflyg. Innehavare av svenskt trafikflygarecertifikat B 73 utfärdat den 13 augusti 1939. Även privatflygarecertifikat A:2 nr 206 utfärdat den 28 november 1936 och mekanikercertifikat 59 utfärdat den 24 april 1936. Körkort M 18767.
Brinks flygintresse väcktes av de flygplan som ofta syntes över Skåne i seklets början. 1927 sökte han sig som volontär till Malmen där han kom att stanna i nio år som mekaniker. 1936 tog han tjänstledigt och blev mekaniker vid Norrköpings flygklubb. Hans flygintresse var brinnande, så när tillfälle gavs tjuvtränade han bakom spaken. Detta resulterade så småningom i ett B-certifikat augusti 1937. Löjtnanterna Hugosson och Leuhusen kom över från Malmen till Norrköping för att ge honom privatlektioner. Vid andra världskrigets utbrott återvände han till Malmen för att ikläda sig uniformen igen. Det blev litet flygning för luftvärnet och kontroll av mörkläggningen, men läget stabiliserades och han fick rycka ut. För att snart åter inkallas, nu som flyglärare vid reservflygskolan (RFS) i Eskilstuna. Men den 9 april skickades han tillbaka till F 3. Där flög löjtnant Berthel in honom på S 6 Fokker. När sedan F 11 skulle sättas upp fick han ferry flyga B 3 från F 1 och Caproni från Italien. Brink flög sedan mycket Caproni. Även inhyrda Ju 52 och Fokker VIII, Handley Page Hampden med flera udda uppdrag eller "sista flygningen på flygplanstypen" I mars 1958 flög han den sista B-3:an från F 11 till Kungsängen där den skulle användas av Luftfartsverket för brandövningar. 1944 klarade han av sitt silver-C i segelflyg, detta följdes upp med SM i segelflyg på Ålleberg där han vann i tävlingsklass 1, tävlade för F 11.